# ريتشارد هوفمان (ملحن أمريكي)
ريتشارد هوفمان (بالإنجليزية: Richard Hoffman)‏ هو ملحن وعازف بيانو أمريكي، ولد في 24 مايو 1831 في مانشستر في المملكة المتحدة، وتوفي في 17 أغسطس 1909 في ماونت كيسكو في الولايات المتحدة.

## وصلات خارجية
- ريتشارد هوفمان على موقع ميوزك برينز (الإنجليزية)